# Bundesgymnasium und Bundesrealgymnasium Zwettl
Das Bundesgymnasium und Bundesrealgymnasium Zwettl (BG/BRG Zwettl) ist eine Allgemeinbildende Höhere Schule in Zwettl.

## Geschichte
Das BG/BRG Zwettl ging aus dem Stiftsgymnasium des Stift Zwettl hervor, das 1874 von Abt Augustin Steininger errichtet wurde. Bereits ein Jahr später erachteten die Behörden das Stiftsgymnasium für überflüssig und lösten es wieder auf. Auf Drängen der Stadt wurde das Stiftsgymnasium 1877 erneut eröffnet und nach dem Zweiten Weltkrieg von der Republik übernommen.

## Bildungsangebot
Die Schule wird als humanistisches und neusprachliches Gymnasium und als Realgymnasium geführt. Schülern des Gymnasiums stehen ab der 5. Klasse die Sprachen Altgriechisch oder Französisch zur Wahl und im Realgymnasium kann ab der 5. Klasse zwischen Latein und Französisch gewählt werden.

## Tagesschulheim
Der Eltern- und Förderverein hat sich entschlossen, gemeinsam mit der Schule eine eigene Form eines Tagesschulheims anzubieten, die den Schülern täglich bis in den späten Nachmittag zur Verfügung steht. In diesem Rahmen beaufsichtigen Lehrkräfte die Schüler und bieten fallweise auch Hilfestellungen bei Hausübungen an. Der Besuch ist freiwillig. Damit wird dem Umstand Rechnung getragen, dass aufgrund der schlechten Erreichbarkeit nur wenige Schüler aus Zwettl das Gymnasium besuchen.

## Ganztagsschule
Im Schuljahres 2010/11 begann mit der Ganztagsschule ein einzigartiges Modell einer intensiven, ganztägigen Betreuung, bei der in der ersten Klasse (im Bedarfsfall auch in der zweiten Klasse) eine ganz konkrete Unterstützung bei Hausübungen gegeben wird. Damit soll erreicht werden, dass Schüler in den höheren Schulstufen bereits mit hoher Selbstständigkeit arbeiten. Der Besuch der Ganztagsschule ist verpflichtend.

## Absolventen (chronologisch)
- Robert Hamerling (1830–1889), Dichter
- Raimund Weissensteiner (1905–1997), Priester und Komponist (lediglich Schulbesuch von 1916 bis 1918)
- Erwin Hirnschall (1930–2011), Politiker
- Adolf Frohner (1934–2007), Maler
- Thomas Winkelbauer (* 1957), Historiker und wirkliches Mitglied der Österreichischen Akademie der Wissenschaften (ÖAW)
- Stefan Michael Newerkla (* 1972), Sprachwissenschaftler und wirkliches Mitglied der Österreichischen Akademie der Wissenschaften (ÖAW)
- Marco Kalantari (* 1974), weltweit tätiger Werbe- und Spielfilmregisseur
- Nikolaus Philipp Newerkla (* 1974), international erfolgreicher Musiker und Leiter des Quadriga Consort